# Sistema operacional em disco

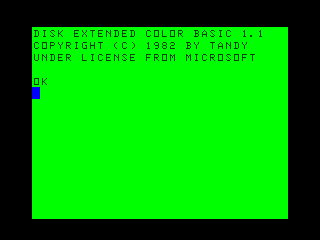
Simulação no MESS da tela de inicialização de um microcomputador CoCo 2 carregando o Disk Extended Color Basic.

Sistema operacional em disco ou sistema operativo em disco (Disk Operating System, especificamente, e disk operating system, genericamente, mais frequentemente abreviados como DOS em inglês), refere-se ao software de sistema operacional usado na maioria dos computadores e que provê a abstração e gerenciamento dos dispositivos de armazenamento secundário e as informações neles contidas (por exemplo, sistemas para organização dos arquivos de todos os tipos). Tal software é referido como um sistema operacional de disco quando o dispositivo de armazenamento que ele gerencia possui discos rotativos (tais como HDs ou disquetes).
Nos primórdios da microcomputação, o espaço de memória RAM era bastante limitado, de forma que o sistema operacional em disco era uma extensão do sistema operacional. Este componente era carregado somente quando necessário. Do contrário, o acesso ao disco ficaria limitado às operações de baixo nível, tais como ler e escrever setores de disco.
Em alguns casos, o componente sistema operacional em disco (ou mesmo o sistema operacional) era conhecido como DOS. Em outros casos, a expressão sistema operacional em disco poderia referir-se ao sistema operacional inteiro se este fosse carregado de um disquete e suportasse a abstração e o gerenciamento de dispositivos de disco. Entre os exemplos, estão o DOS/360 e FreeDOS. Na plataforma dos PC compatíveis, uma família inteira de sistemas operacionais foi denominada DOS.

## História
Nos primórdios dos computadores, não existiam acionadores de disco; em lugar deles, eram usadas memórias de linha de retardo, cartões perfurados, fita de papel, fita magnética e memórias de tambor. E nos primórdios dos microcomputadores, fita de papel e fita cassete (ver Kansas City Standard) eram frequentemente usados para armazenar dados e programas. Nos casos em que não havia um sistema de armazenamento, a entrada de programas e dados era feita por interruptores num painel frontal, diretamente na memória, ou, através de um teclado/terminal, algumas vezes controlado por um interpretador BASIC residente em ROM. Quando a energia era desligada ou após o programa ser executado, a informação assim entrada desaparecia.
Tanto HDs quanto acionadores de disquete exigem um software capaz de gerenciar o acesso rápido aos blocos de armazenamento de dados. Num tempo em que microcomputadores raramente possuíam acionadores de qualquer tipo (por conta de seu preço elevado), a necessidade de ter tal software (o sistema operacional em disco) representava um sinal de grande prestígio. A medida em que os preços tanto do hardware dos acionadores quanto dos sistemas operacionais começaram a baixar, surgiram muitos sistemas desse tipo para microcomputadores.
Geralmente, um sistema operacional em disco era carregado a partir de um disquete. Somente algumas poucas exceções não seguiam esta regra; entre elas, o Disc Filing System (DFS), opcional para o BBC Micro britânico, oferecido como um kit com um chip controlador de disco, um chip de ROM e um punhado de chips lógicos para serem instalados dentro do computador, e o CBM DOS da Commodore, firmware armazenado num chip de ROM em cada acionador de disquete.

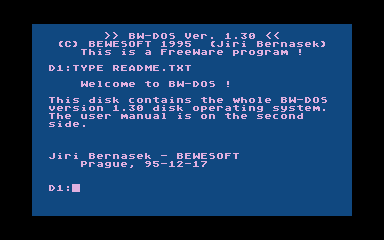
Tela de inicialização do BW-DOS, um sistema operacional em disco para micros Atari de 8 bits.

Todas as versões mais recentes das linhas de computadores domésticos Commodore, SWTPC, Atari e Apple apresentavam um sistema operacional em disco (efetivamente denominado DOS no caso do Commodore 64: CBM DOS), Atari 800 (Atari DOS) e Apple II (Apple DOS), da mesma forma que, na outra ponta do espectro de hardware, as antigas séries de mainframes da IBM, System/360, 370 e (posteriormente) 390 (por exemplo, DOS/360: Disk Operating System / 360 e DOS/VSE: Disk Operating System / Virtual Storage Extended).
Em máquinas maiores, havia outros sistemas de sistemas operacionais de disco, tal como o IBM VM, os RSTS / RT-11 / VMS / TOPS-10 / TWENEX, ITS do MIT / CTSS da DEC, as variantes do NOS da Control Data, Vulcan da Harris, Unix da Bell Labs e assim por diante. Nos microcomputadores, as máquinas 6800 e 6809 da SWTPC usavam um sistema operacional em disco FLEX da TSC, as máquinas TRS-80 da RadioShack, o Color Computer usava o OS-9, e a maioria das máquinas baseadas no Intel 8080 da IMSAI, MITS (fabricantes do legendário Altair 8800), Cromemco, North Star, etc, utilizavam o sistema operacional em disco CP/M-80.

## Exemplos de sistemas operacionais em disco que eram extensões do SO
- O sistema operacional DOS para a família de computadores Apple II. Foi o principal sistema operacional para esta linha a partir de 1979, com a introdução dos acionadores de disco, até 1983 quando foi lançado o ProDOS; muitos usuários, todavia, continuaram usando-o muito depois desta data. Geralmente, era chamado de Apple DOS para diferenciá-lo do MS-DOS.
- O Commodore DOS, que foi usado por microcomputadores Commodore de 8 bits. Diferentemente de outros sistemas DOS, ele era integrado aos acionadores de disco, não carregado na própria memória do computador.
- O Atari DOS, o qual foi usado por microcomputadores da família Atari de 8 bits. O SO Atari somente oferecia acesso de baixo nível aos discos, de forma que uma camada extra denominada DOS tinha de ser carregada de um disquete para oferecer funções de alto nível, tais como sistemas de arquivos.
- O MSX-DOS, para o padrão MSX. A versão inicial, lançada em 1984, não era nada mais que o DOS 1.0 portado para o Zilog Z80; mas, em 1988, evoluiu para a versão 2.0, oferecendo facilidades tais como subdiretórios, gerenciamento de memória e variáveis de ambiente. O núcleo do MSX-DOS residia numa ROM (embutida no controlador de disco), de modo que a capacidade de acesso básica de arquivos estava disponível mesmo sem o interpretador de comandos, através de comandos estendidos do BASIC.
- O Disc Filing System (DFS), componente opcional para o BBC Micro, oferecido como um kit com um chip controlador de disco, um chip de ROM e um punhado de chips lógicos, para serem instalados dentro do computador. Houve também um Advanced Disc Filing System.
- AMSDOS, para os microcomputadores Amstrad CPC.
- GDOS e G+DOS, para as interfaces de disco +D e Disciple do ZX Spectrum.

## Exemplos de sistemas operacionais em disco que eram o próprio SO

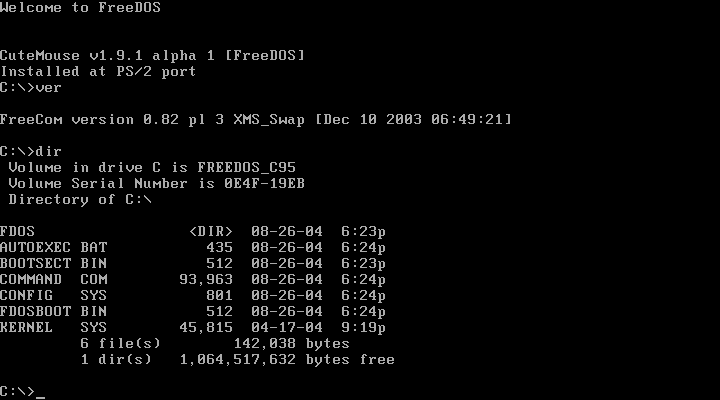
Tela do FreeDOS.

- O sistema operacional simples DOS/360 produzido para a família de mainframes System/360 da IBM (e que posteriormente tornou-se o DOS/VSE, e acabou eventualmente sendo denominado apenas de VSE).
- O sistema operacional DOS para o minicomputador PDP-11 da DEC (este SO e os computadores nos quais era executado já estavam praticamente obsoletos na época em que os PCs tornaram-se comuns, com vários descendentes e substitutos).
- O DOS para a plataforma IBM PC compatível.

A família de sistemas operacionais mais conhecida a usar o nome "DOS" é aquela executada em hardware IBM PC usando UCPs Intel ou máquinas compatíveis e seus descendentes, produzidos por terceiros. Qualquer DOS desta família é geralmente citado apenas como DOS. O DOS original foi o 86-DOS, o qual posteriormente tornou-se o Microsoft MS-DOS. Também foi licenciado para a IBM pela Microsoft, e comercializado como PC-DOS. A Digital Research produziu um similar conhecido como DR-DOS, o qual foi eventualmente incorporado por outras empresas (pela Novell, depois desta comprar a Digital Research, e depois pela Caldera International). O DR-DOS tornou-se o Novell DOS, depois originou o open source OpenDOS, antes de ser novamente renomeado como DR-DOS. Há também uma versão grátis, denominada FreeDOS.